# مقاطعة لويس (كنتاكي)
مقاطعة لويس (بالإنجليزية: Lewis County)‏ هي إحدى المقاطعات في ولاية كنتاكي في الولايات المتحدة الأمريكية.

## أعلام
- توماس مارشال
- هوراشيو واشنطن بروس
- ألما بريدويل وايت